# Rodelachtbaan
Een rodelachtbaan of Alpine Coaster is een attractietype, dat in 1996/1997 ontwikkeld werd door het Duitse bedrijf Wiegand, gebaseerd op de sport rodelen. Na enkele jaren begonnen ook een aantal concurrenten rodelachtbanen te produceren.

## Principe
Het systeem onderscheidt zich van de rodelbaan doordat het meer weg heeft van een terreinachtbaan (een achtbaan die de glooiingen van het landschap volgt). Er wordt immers gebruikgemaakt van een rail waar de sleetjes niet vanaf kunnen vliegen. De sleetjes worden omhooggetrokken door middel van een kabellift, die op de baan zelf ligt, of met een kabelbaan, meestal een stoeltjeslift.
Normaliter kunnen de inzittende zelf de snelheid van het karretje bepalen, tot een maximum van meestal 42 kilometer per uur. De maximale capaciteit van de Alpine Coasters is 500 personen per uur indien er in elk karretje twee personen plaatsnemen.

## Wereldwijd
In totaal heeft Wiegand anno 2024 meer dan 300 Alpine Coasters gebouwd, in 43 verschillende landen.

## België en Nederland
In Nederland is één Alpine Coaster aanwezig, in Landgraaf op de flanken van de Wilhelminaberg. Deze rodelachtbaan is gebouwd in opdracht van SnowWorld. Een extra dimensie bij deze coaster is dat de karretjes tussen een hoogteparcours zoeven en op de top een uitzicht over het Limburgs landschap bieden.
In België opende in 2017 in Bellewaerde de racer-rodelachtbaan Dawson Duel, met twee rails naast elkaar waardoor bezoekers tegen elkaar kunnen racen. Het is de eerste rodelachtbaan ter wereld die niet op een helling werd gebouwd, maar op palen zoals een echte achtbaan. Het is echter geen volwaardige rodelachtbaan, want de inzittenden kunnen hun snelheid niet zelf bepalen.